# Riflessi in uno specchio scuro
Riflessi in uno specchio scuro (The Offence) è un film del 1973, diretto da Sidney Lumet, tratto dal dramma This Story of Yours di John Hopkins.

## Trama
Il sergente Johnson è al servizio della polizia inglese da ormai 20 anni, ma in lui si evidenzia una profonda ripercussione degli omicidi, stupri e altri crimini violenti sui quali ha investigato in passato. Perseguitato dai ricordi dei crimini violenti, sta progressivamente impazzendo.
La sua rabbia riemerge quando interroga Kenneth Baxter, sospettato dello stupro di una minorenne; al termine dell'interrogatorio, Johnson percuote l'uomo con violenza, uccidendolo. Johnson viene quindi sospeso dal suo incarico e ritorna a casa per la notte, dove ha una violenta discussione anche con la moglie Maureen.
Il giorno seguente, Johnson viene interrogato dal sovrintendente Cartwright, e durante tutta la discussione ha dei flashback che mostrano gli eventi della notte in cui ha ucciso Baxter, svelando la reale personalità dell'uomo.

## Produzione
Il film fu finanziato dalla United Artists come parte dell'accordo che spinse Sean Connery a tornare nel ruolo di James Bond in Agente 007 - Una cascata di diamanti (1971).

## Critica
«teso e molto ben recitato... origine teatrale.» **½